# Contratto a misura
Il contratto a misura (o "a consumo")  è un tipo di contratto atipico. È un accordo generalmente utilizzato dalle imprese di costruzione, specie nei rapporti B2B: il cliente si accorda con il fornitore in base al SAL di quest'ultimo (e dei terzisti-subappaltatori), misurando precisamente la quantità di materiale usato per la costruzione e la relativa lavorazione necessaria.
In sostanza vengono contrattualizzati prezzi unitari delle singole attività e poi periodicamente vengono contabilizzati i lavori con SAL (stato avanzamento lavori). I lavori seguono un progetto definito, ma che può essere adeguato volta per volta alla luce di soluzioni tecniche, innovazioni, modifiche dovute a problemi non prima prevedibili (geognostici, strutturali, estetici,...), sulla base di decisioni prese dal DL (direttore lavori) o per motivi legati alla sicurezza sul lavoro.
Le misure di ciascun materiale e/o lavorazione previste sono state fissate sul computo metrico che è, sostanzialmente, l'elemento centrale del preventivo formulato dall'impresa. Una singola voce può consistere nel solo materiale oppure nell'operazione consistente in materiale unitamente al lavoro necessario e meno che l'operazione non sia pura manodopera. Il computo metrico (da anni realizzato mediante software gestionali specifici o un banale foglio di calcolo) si presenta tradizionalmente come una tabella formata da sei voci (numero consecutivo, codice e descrizione, quantità, unità di misura, prezzo o tariffa unitari, importo) più importo complessivo (a volte suddiviso tra materiali, manodopera e servizi di terzi). La tabella è incorporata o allegata ad un documento di offerta che comprende le altre clausole contrattuali proposte dal fornitore.
Pur di derivazione edile/impiantista, ci sono altri settori in cui fornitore e committente si accordano su un contratto a misura (pulizie, mensa, informatica, traduzioni e tanti altri). Presuppone che il committente abbia risorse capaci di accertare, di volta in volta, il consuntivo ovvero le misure effettive dell'opera ad un certo stadio dei lavori nonché competenze per sindacare sulle prestazioni operative del fornitore. In realtà, è quasi sempre il fornitore che comunica al cliente questa informazione e, solitamente, c'è poi un confronto: la prassi prevede che le varie rate di pagamento siano svincolate dopo esito positivo di questo confronto (può essere necessario un sopralluogo in cantiere).
Questo tipo di accordo può essere considerato l'opposto del contratto a corpo.